# Aarah (Raa-atol)
Aarah is een van de onbewoonde eilanden van het Raa-atol behorende tot de Maldiven.